# Aethionema glaucinum
Aethionema glaucinum är en korsblommig växtart som beskrevs av Werner Rodolfo Greuter och Al. Aethionema glaucinum ingår i släktet Aethionema och familjen korsblommiga växter. Inga underarter finns listade i Catalogue of Life.